# Riho Sakamotoová
Riho Sakamotoová (japonsky 坂本 理保, * 7. července 1992 Točigi) je japonská fotbalistka.

## Reprezentační kariéra
Za japonskou reprezentaci v roce 2017 odehrála 1 reprezentační utkání.

## Statistiky
| Japonsko | Japonsko | Japonsko |
| Roky     | Záp.     | Góly     |
| -------- | -------- | -------- |
| 2017     | 1        | 0        |
| Celkem   | 1        | 0        |

## Úspěchy

### Reprezentační
- Mistrovství světa do 20 let:  2012